# Laye (Fluss)
Die Laye ist ein Fluss in Frankreich, der im Département Alpes-de-Haute-Provence in der Region Provence-Alpes-Côte d’Azur verläuft. Sie entspringt im Gemeindegebiet von Saint-Étienne-les-Orgues, entwässert in einem Bogen von Südwest über Süd nach Südost und mündet nach rund 24 Kilometern im Regionalen Naturpark Luberon, an der Gemeindegrenze von Dauphin und Saint-Maime als linker Nebenfluss in die Largue.

## Orte am Fluss
- Limans
- Forcalquier
- Mane
- Saint-Maime
- Dauphin

## Sehenswürdigkeiten
- Pont sur la Laye,  Romanische Brücke über den Fluss bei Mane